# Glyptostrobus
Genre
Glyptostrobus est un genre de plantes gymnospermes de la famille des Cupressaceae, ne comprenant qu'une seule espèce encore en vie, Glyptostrobus pensilis, arbre originaire d'Indochine et du sud-est de la Chine. Les espèces fossiles sont principalement représentées par Glyptostrobus europaeus.

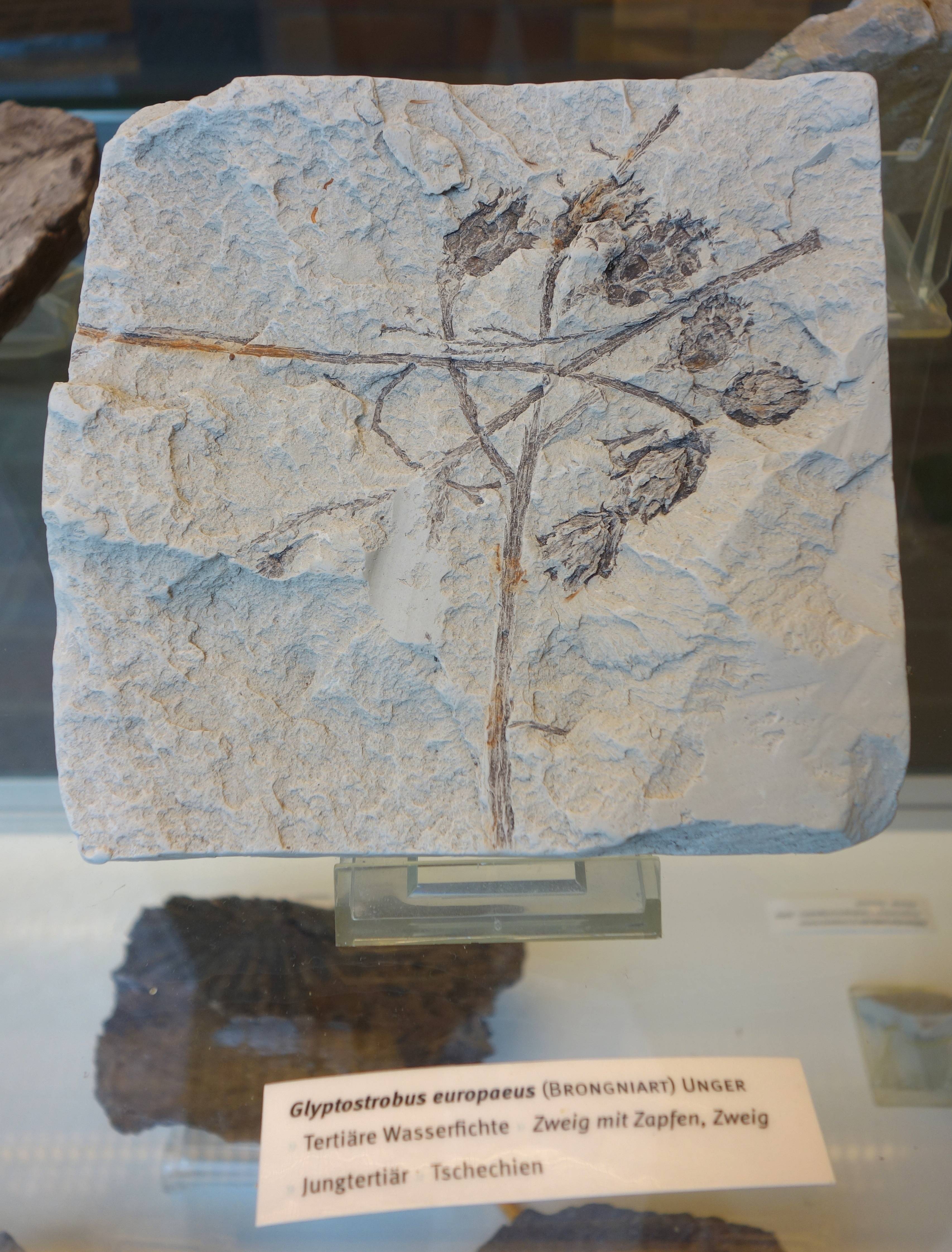
Fossile de Glyptostrobus europaeus.

## Liste des espèces

### Noms acceptés
- Glyptostrobus pensilis (Staunton ex D.Don) K. Koch[2],[3],[4]
- †Glyptostrobus brookensis Fontaine[5]
- †Glyptostrobus dakotensis Brown[5]
- †Glyptostrobus europaeus Unger, 1850[4],[6],[5]
- †Glyptostrobus nordenskioldii Brown, 1962[5]
- †Glyptostrobus oregonensis Brown[5]
- †Glyptostrobus specialis Hollick[5]

### Noms non acceptés
- Glyptostrobus columnaris Carrière (synonyme pour Taxodium distichum var. distichum)[2]
- Glyptostrobus heterophyllus (Brongn.) Endl. (synonyme pour Glyptostrobus pensilis (Staunton ex D.Don) K. Koch)[2],[3]
- Glyptostrobus lineatus (Poir.) Druce (synonyme pour Taxodium distichum var. imbricarium (Nutt.) Sarg.)[2],[3]
- Glyptostrobus pendulus (J. Forbes) Endl. (synonyme pour Taxodium distichum var. distichum[3] ou Taxodium distichum var. imbricarium (Nutt.) Croom[2])
- Glyptostrobus sinensis A. Henry ex Loder (synonyme pour Glyptostrobus pensilis (Staunton ex D.Don) K. Koch)[3]
- †Glyptostrobus europaeus Heer[5]
- †Glyptostrobus europaeus Newberry[5]
- †Glyptostrobus horsfieldii hort. ex Carrière[5]
- †Glyptostrobus ungeri Heer (synonyme pour †Quasisequoia couttsiae (Heer) Kunzmann[6])

## Description

### Appareil végétatif

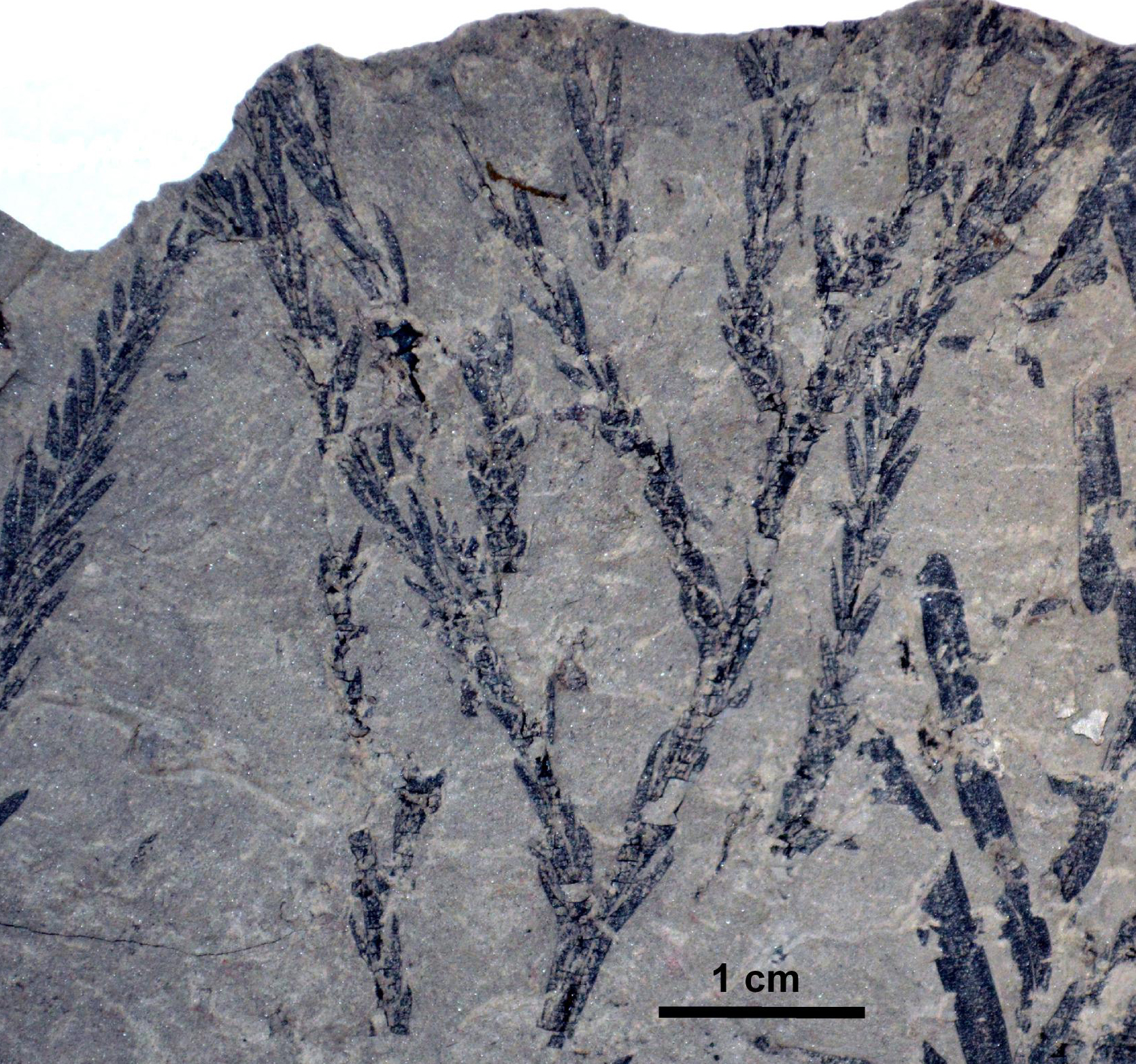
Feuillage fossile de Glyptostrobus europaeus.

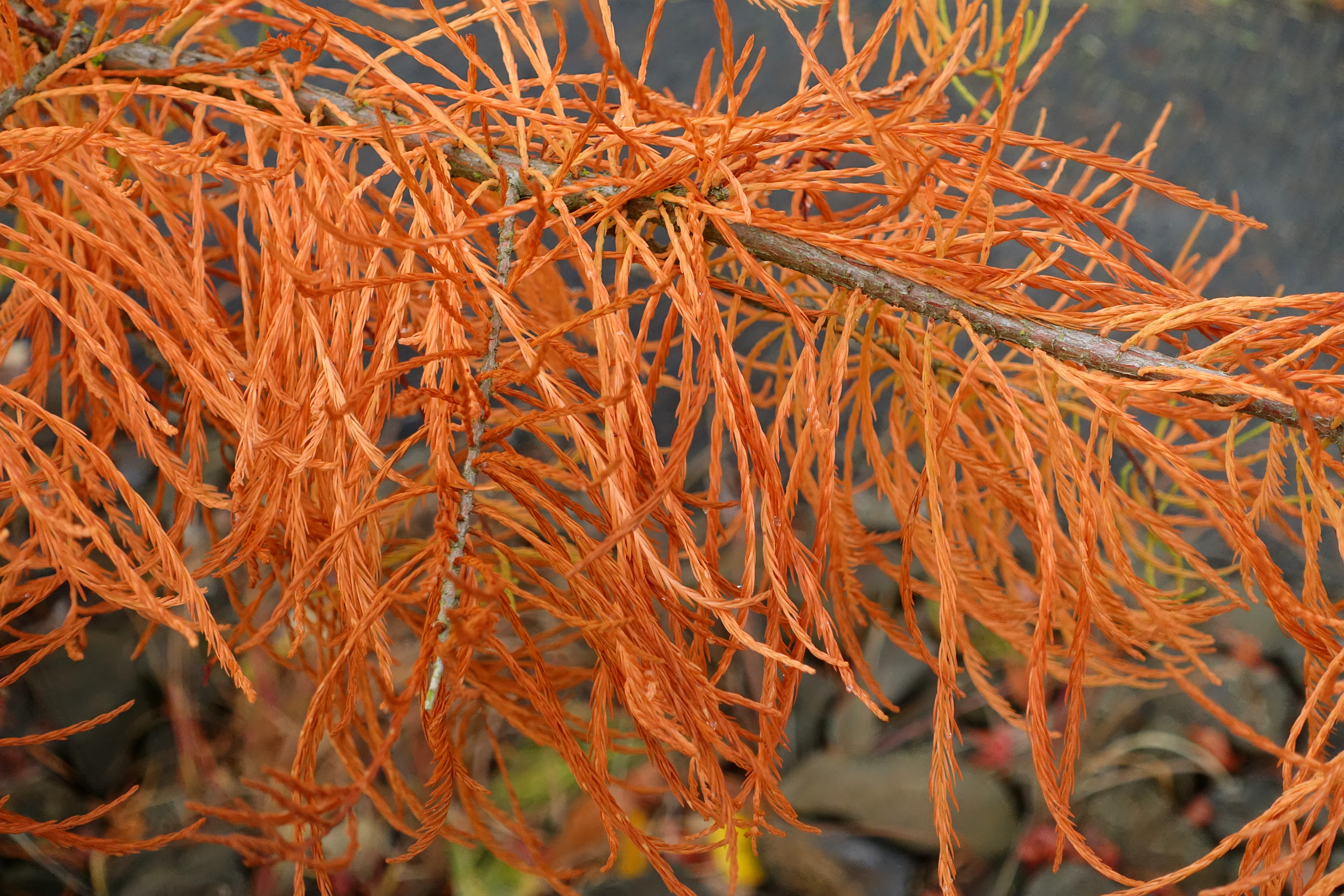
Feuillage automnal de Glyptostrobus pensilis.

Ce sont des arbres semi-sempervirents, monoïques ; les bourgeons d'hiver sont petits ; les rameaux dimorphes sont vivaces ou annuels : les rameaux vivaces restent verts plusieurs années, avec des lignes blanches de points stomatiques, devenant striés et rainurés avec des bases de feuilles décurrentes ; les rameaux annuels sont caducs, courts, ne développant jamais de cicatrices ou de bourgeons. 
Les feuilles sont disposées en spirale, sessiles, trimorphes : les feuilles sont sur les branches principales, les rameaux pérennes (après la 1ère année) et les rameaux fertiles sont étalés radialement, en écailles, relativement épais (ressemblant à des feuilles de Cupressus mais disposés en spirale), persistants pendant deux ou trois ans ; les feuilles des rameaux annuels des arbres matures sont sur trois rangées, étalées radialement, subulées, quadrangulaires en coupe transversale (ressemblant aux feuilles de Cryptomeria), caduques avec rameaux comme unité ; les feuilles des rameaux annuels des jeunes arbres et des semis sont souvent classés en deux rangs, et sont sessiles, linéaires, plates, minces, caduques (ressemblant à des feuilles de Taxodium).

### Appareil reproducteur
Les cônes polliniques terminaux sont sur des rameaux courts et dressés portant des feuilles en écailles, solitaires, ellipsoïdes ; les microsporophylles sont par 15-20, disposées en spirale, sessiles ; les sacs polliniques sont par (2-) 5-7 (-9). Les cônes de graines terminaux, brièvement pédonculés, sont dressés à maturité, plus ou moins piriformes ; les bractées des cônes matures sont plus ou moins complètement connées avec des écailles de cône (libres seulement à l'apex), triangulaires, recourbées, portées sur la partie distale centrale ou moyenne de la face abaxiale des écailles de cône ; il y a deux ovules par bractée axillaire ; il y a une vingtaine d'écailles par cône, disposées en spirale, sessiles, ligneuses, les écailles basales stériles, les écailles médianes ayant deux graines, de six à dix dents triangulaires, aiguës à la marge distale ; les écailles distales ligulées, multiangulaires, sont stériles. Les graines ellipsoïdes, légèrement aplaties, sont petites, à une seule aile terminale recourbée. Il y a quatre ou cinq cotylédons. La germination est épigée. Les cellules, quand elles sont diploïdes, contiennent 22 chromosomes.

## Répartition
L'espèce survivante, Glyptostrobus pensilis, est présente en Chine, et est éteinte à l'état sauvage au nord du Vietnam.
Glyptostrobus europaeus est une espèce relique tertiaire, le seul membre survivant d'un genre autrefois répandu avant les glaciations quaternaires. Il ressemble au genre américain Taxodium dans ses caractères végétatifs, et est présent dans des habitats similaires.